# ISO 3166-2:CX

Lokalizace Vánočního ostrova na mapě

Kódy ISO 3166-2 pro Vánoční ostrov neidentifikují žádné regiony.